# Баронс-корт (станція метро)
51°29′26″ пн. ш. 0°12′49″ зх. д. / 51.490556° пн. ш. 0.213611° зх. д.
Баронс-корт (англ. Barons Court) — станція Лондонського метро, обслуговує лінії Дистрикт та Пікаділлі. Розташована у 2-й тарифній зоні, у Вест-Кенсінгтон, боро Гаммерсміт і Фулем, Великий Лондон, для лінії Пікаділлі між станціями Ерлс-корт та Гаммерсміт, для Дистрикт — Вест-Кенсінгтон або Гаммерсміт. Пасажирообіг на 2017 рік — 7.12 млн осіб
Конструкція станції — наземна відкрита з кросплатформовою пересадкою та двома острівними платформами.

## Історія
- 9. жовтня 1905 — відкриття станції у складі Metropolitan District Railway[4]
- 15. грудня 1906 — відкриття платформ Great Northern, Piccadilly and Brompton Railway (GNP&BR, сьогоденна лінія Пікаділлі)[5]

## Послуги
| Попередня станція | Лінія | Лінія                            | Лінія | Наступна станція |
| ----------------- | ----- | -------------------------------- | ----- | ---------------- |
| Гаммерсміт        |       | Лондонське метро Лінія Дистрикт  |       | Вест-Кенсінгтон  |
| Гаммерсміт        |       | Лондонське метро Лінія Пікаділлі |       | Ерлс-корт        |